# Akademia Chełmińska
Akademia Chełmińska (łac. Academiae Culmensis) – dawna szkoła akademicka, obecnie Szkoła Podstawowa nr 2 w Chełmnie. 

## Historia
W 1386 roku na prośbę Zakonu Krzyżackiego został wydany przywilej papieża Urbana VI o ustanowieniu Akademii, która miała działać jako filia Akademii Bolońskiej, jednak szkoła nigdy nie rozpoczęła działalności. W 1434 r. cesarz Zygmunt Luksemburski wydał nowy akt fundacyjny, ale mimo tego uczelnia nie powstała. W 1473 r. zaczęła funkcjonować katolicka schola paticularis (szkoła średnia), którą zarządzali Bracia Wspólnego Życia sprowadzeni z Niderlandów. Szkoła była prowadzona przez Braci, zarządzającymi też największą parafią i kościołem Chełmna, farą chełmińską, do 1539 roku. 
W 1554 r. utworzono gimnazjum protestanckie. Jednak spory wyznaniowe i brak funduszy od miasta zarządzanego przez katolickich biskupów przyczyniły się do upadku i zakończenia działalności gimnazjum. 
W 1692 r. z polecenia biskupa Małachowskiego zaczęto organizować gimnazjum akademickie liczące siedem klas. Nauczaniem zajęli się klerycy i misjonarze św. Wincentego à Paulo, a szkoła uzyskała określenie Akademii Chełmińskiej. Gimnazjum wzorowało się organizacyjnie na Gimnazjum Nowodworskiego w Krakowie i Gimnazjum Lubrańskiego w Poznaniu. W 1756 roku gimnazjum nawiązało współpracę z Akademią Krakowską, a oficjalnie w 1758 roku, jako autonomiczna kolonia akademicka pod zarządem Rady Miasta Chełmna. Od tego roku na stałe w Akademii wykładali profesorowie z Krakowa. W tym też roku zmieniono szyld Akademii, z SIGILLUM ANTIQUISSIMAE ACADEMIAE CULMENSIS FILIAE BONONIENSIS (od łac. nazwy Bolonii) na SIGILLUM INLCYTAE ACADEMIAE CULMENSIS. Funkcjonowały tu dwa kursy uniwersyteckie: filozofia i prawo. Na potrzeby dydaktyczne rozbudowano także budynek.
Akademia Chełmińska, uważana była w I Rzeczypospolitej XVIII wieku za jedną z najważniejszych i najznamienitszych, a jej studentami byli przedstawiciele wszystkich województw i wszystkich stanów. W 1779 r. nastąpiło wymuszone przez władze pruskie (po I rozbiorze), zerwanie kontaktów z Akademią Krakowską, co spowodowało upadek Akademii Chełmińskiej w 1818 roku.  
Na jej miejscu w 1818 r. powstało pruskie gimnazjum, w którym językami wykładowymi były języki polski i niemiecki. 
W 2. połowie XIX wieku barokowy budynek Akademii pozbawiono 2 piętra i przebudowano w stylu klasycystycznym. 
W budynku Akademii na przełomie XX/XXI wieku mieściło się Gimnazjum nr 1 im. Akademii Chełmińskiej.